# Исповедь курильщика опиума
«Исповедь курильщика опиума» (англ. Confessions of an Opium Eater), также выходил под названием «Души на продажу» (англ. Souls for Sale) — американский приключенческий художественный фильм 1962 года, поставленный режиссёром Альбертом Загсмитом по мотивам автобиографии Томаса де Квинси «Исповедь англичанина, употреблявшего опиум» 1821 года.
Долгое время фильм распространялся в качестве бутлега, пока в 2012 году не был официально издан на DVD в составе серии Warner Archive Collection.

## Сюжет
Гилберт де Квинси (Винсент Прайс) прибывает в Чайна-таун Сан-Франциско, где оказывается вовлечённым в войну тонгов. Он узнаёт, что репортёр местной газеты «Чайнатаун Гэзетт» Джордж Ва (Ричард Лу), пытавшийся противостоять незаконной торговле китайскими девушками, недавно был убит. За всем этим стоял таинственный старец Линг Танг, которого почти никто никогда не видел, и все приказы которого передаются через его помощницу Руби Лоу (Линда Хо). Де Квинси находит девушку, похищенную из Китая и доставленную в Сан-Франциско для продажи за опиум, которую спас Джордж Ва. На них нападают люди Линг Танга и похищают её. Теперь у Де Квинси остаётся время до Часа Крысы (23:00—1:00), чтобы сорвать аукцион и вызволить девушку.

## В ролях
| Актёр                        | Роль                |
| ---------------------------- | ------------------- |
| Винсент Прайс                | Гилберт де Квинси   |
| Линда Хо                     | Руби Лоу            |
| Ричард Ло                    | Джордж Ва           |
| Джун Киото Лю (как Джун Ким) | Лотос               |
| Филип Ан                     | Чинг Фун            |
| Ивонн Морей                  | Малышка             |
| Кэролайн Кидо                | Ло Тсен             |
| Теренс де Марней             | Тощий               |
| Джоанна Мия                  | первая танцовщица   |
| Джери Хо                     | вторая танцовщица   |
| Кейко                        | третья танцовщица   |
| Джеральд Янн                 | толстый китаец      |
| Джери Хо                     | оцепеневшая девушка |

## Оценки
В 1998 году Джонатан Розенбаум, ведущий кинокритик газеты Chicago Reader, включил фильм в собственный список 100 лучших американских фильмов, составленный им в качестве альтернативы аналогичному списку Американского института киноискусства.
По мнению Эда Гонсалеса, обозревателя сайта Slant Magazine, который также положительно отозвался о фильме, сценарий Роберта Хилла намного превосходит всё, что подаётся как серьёзная философская мысль в фильмах медиафраншизы «Матрица».